# San Giorgio Monferrato
San Giorgio Monferrato é uma comuna italiana da região do Piemonte, província de Alexandria, com cerca de 1.279 habitantes. Estende-se por uma área de 7 km², tendo uma densidade populacional de 183 hab/km². Faz fronteira com Casale Monferrato, Ozzano Monferrato, Rosignano Monferrato.

## Demografia
| Variação demográfica do município entre 1861 e 2011                               |
|                                                                                   |
| Fonte: Istituto Nazionale di Statistica (ISTAT) - Elaboração gráfica da Wikipedia |